# Arnaldo Gruarin
Arnaldo Gruarin (Gruaro, 5 febbraio 1938 – Tolone, 28 gennaio 2025) è stato un rugbista a 15 francese di origine italiana, a lungo pilone del Tolone.

## Biografia
Nativo di Bagnara, frazione del comune di Gruaro (VE), si trasferì con la sua famiglia in Francia all'età di 10 anni.
Iniziato alla pratica rugbistica nel Gers, fu a Tolosa e poi a Romans-sur-Isère prima di stabilirsi a Tolone nel 1962.
Nel 1964 fu convocato per la prima volta in Nazionale francese nel corso del Cinque Nazioni di quell'anno a Cardiff contro il Galles; con la Francia vinse la Coppa delle Nazioni 1966-67 e soprattutto il Cinque Nazioni 1968 con il primo Grande Slam nella storia del rugby transalpino.
Il suo ultimo incontro internazionale fu proprio a Colombes contro l'Irlanda, durante tale vittoriosa edizione del Torneo.
Con il RC Toulonnais, inoltre, vinse la Coppa di Francia del 1969-70 e, dopo il ritiro avvenuto nel 1974, aprì un esercizio di articoli sportivi nelle vicinanze dello stadio Félix Mayol di Tolone.

## Palmarès
- Coppa delle Nazioni : 1
- : Francia: 1966-67
- Coppe di Francia: 1
- : Tolone: 1969-70